# Резолюція Ради Безпеки ООН 187
Резолюція Ради Безпеки ООН 187 — резолюція, прийнята 13 березня 1964 року після виступів представників Кіпру, Греції та Туреччини.
Резолюція 187 підтвердила прийняту на попередньому засіданні Резолюцію 186. У новому документі висловлювалася стурбованість ситуацією, що склалася на острові Кіпр, зазначалося, що частина Сил ООН по підтриманню миру вже відправлена на Кіпр.
Резолюція також пропонувала Генеральному секретарю ООН докласти зусиль у прискоренні реалізації положень Резолюції 186, а членам ООН допомогти йому в цьому.
Резолюція була прийнята 11 голосами з 11.

## Див.також
- Резолюція Ради Безпеки ООН 186 (1964)